# باغودة

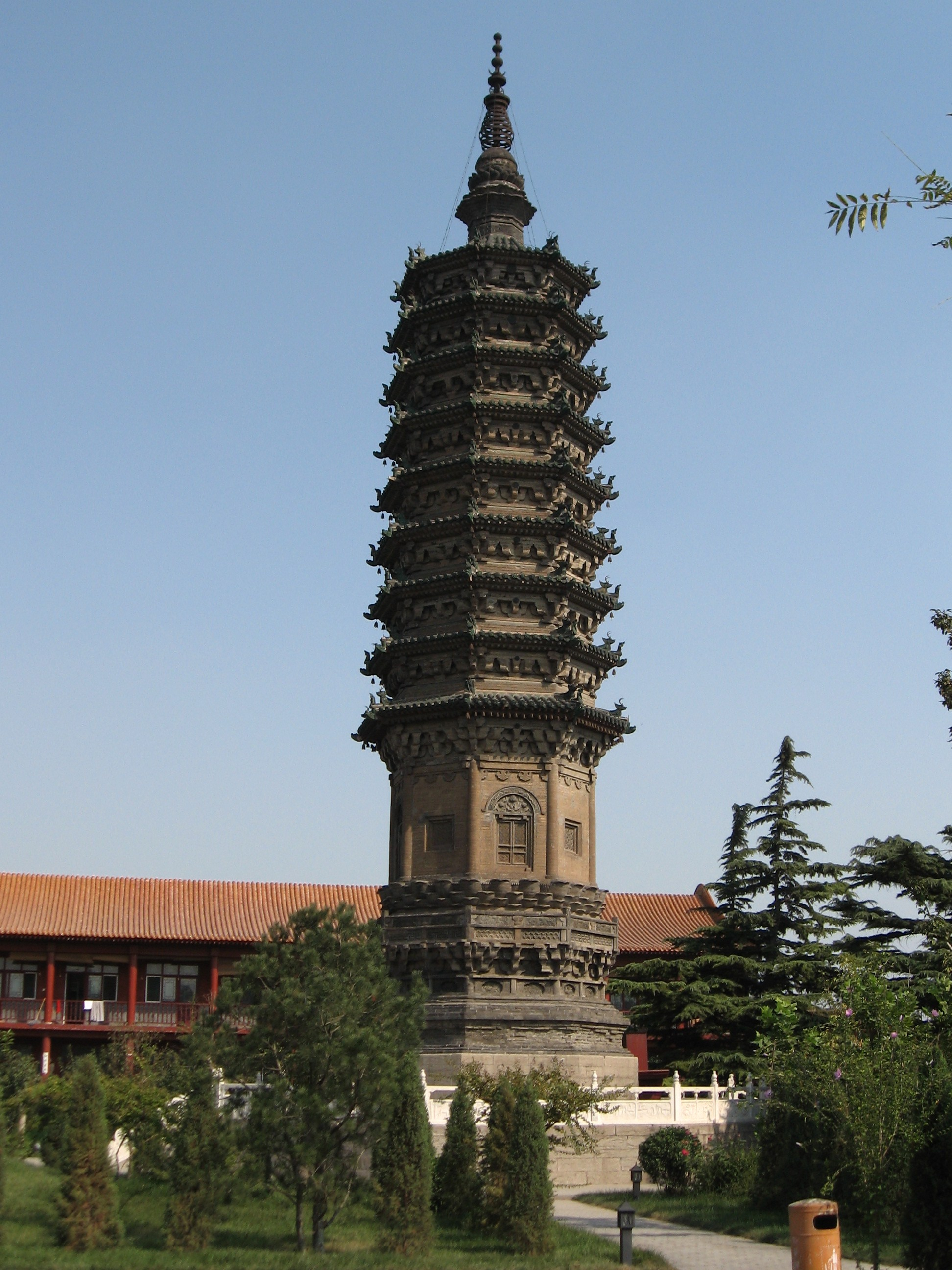
باغودة

الباغودة (ج. باغودات) أو البَغودة (ج. بغودات) أو المعبد البرجي هو المبنى الديني الذي تمارس فيه طقوس الديانة البوذية، وبات لاحقاً يعبر عن الحضارة المعمارية لمنطقة شرق آسيا. جاءت فكرة الباغودة من الهند مع البوذيين الذين كان يمارسوا طقوسهم في مبنى ديني آخر يسمى إسطبة ويستخدم المبنيان أيضاً لحفظ الأيقونات والمنحوتات المقدسة البوذية، وبات لاحقاً يعبر عن المعان الروحية والسامية لأصحاب العقيدة البوذية لدرجة أنهم وصفوه بالشعر وكتبو فيه القصائد لما يعنيه لهم ولمفاخرتهم به من حيث بناءه ومساحته وامتداده.
ما يميز شكل الباغودة هو الامتداد الشاقولي ذي الطوابق والطبقات الكثيرة واستعملو في بناءه مواداً متوفرة في بيئتهم، فاستعملوا الخشب ولاحقاً استعملو القرميد والأحجار في بناء الباغودة.

## تصميم الباغودة
أشكال المخططات وأبعاد عديدة مختلفة ولكن كل الباغودة تشابهت في الخصائص العامة فكل باغودة كانت مصممة ومطورة تطويرًا متناظرًا بالرجوع إلى النقطة المركزية التي يتوضع فيها وعاء التماثيل المقدسة وأيضاً كل مبان الباغودة كانت مصممة تصميمًا متناظرًا على المحور الشاقولي الذي يلتقي على الأرض مع المحوران المتعامدان الطولي والعرضي وتلتقي جميع تلك المحاور في نقطة وعاء التماثيل المقدسة. يصمم مخطط الباغودة بالاعتماد على أحد الأشكال التي تتضمن معان روحية ودلالات مقدسة في العقيدة البوذية.

### المربع
و قد تحدثنا عن الدلالات الروحية له في العقيدة البوذية.

### الدائرة (العجلة)
هذا الشكل يعبر عن دوران الأرض ومرور الفصول وتكرارها وهو مستمد من عجلة Dharma في العقيدة البوذية، وتعبر عن الحقيقة المطلقة وعن الاتجاهات المختلفة للإدراك وهذا الشكل مستمد من المعابد الهندية القديمة.

### المثمن (زهرة اللوتس)
هذا الشكل يعبر عن ولادة أفكار بوذا وزهرة اللوتس أيضاً تعبر عن بلوغ الاستنارة الروحية وهي المرتبة العليا للروح في العقيدة كما استخدم شكل زهرة اللوتس داخل الباغودة في عملية الزخرف لجدرانه الداخلية كثيرًا.

## تركيب الباغودة وعناصرها
على امتداد المدن الصينية كان هنالك العشرات لا بل المئات من الباغودة في مجمعات أو أديرة العبادة تميزت الواحدة عن الأخرى بعدد الطوابق والطبقات أو بالشكل الهندسي الأساسي (مربع، دائرة أو مثمن)، ولكن جميع الباغودة الموجودة اتفقت وتشابهت بنفس المعان الروحية داخل الباغودة والأقسام الداخلية للباغودة.
ان تصميم الباغودة اعتمد على الأشكال الهندسية الثلاثة وهي المربع والدائرة والمثلث، أما داخل الباغودة فإنك ترى هذه الأشكال الهندسية الأساسية ولكنها متطورة فترى المربع مكعباً، والدائرة أسطوانه، والمثلث مخروطاً.
و لكن الشكل الأكثر قدسية هو الشكل المخروطي وخاصة النقطة العليا منه، ولكن لماذا بالتحديد النقطة العليا منه ؟
بالرجوع إلى الحسابات الرياضية والت عاليم البوذية فإن أعلى نقطة من المخروط هي نقطة غير موجودة أصلاً، ان الفكرة من التعاليم البوذية توضح أن الاستنارة الروحية أو الذروة والنشوة الروحية لا يمكن الوصول اليها كشيء ملموس يمكن لمسه أو رؤيته ولكن يمكن فقط الشعور به، وداخل الباغودة عوملت هذه الفكرة بوضع الجواهر في أعلى نقطة من الباغودة التي هي أعلى نقطة من المخروط الرئيسي بشكل يعبر عن الذورة الروحية في التعاليم البوذية، ووضع الجواهر في تلك النقطة يعبر عن الشيء الأكثر قداسة في التعاليم البوذية.

### القاعدة
بنيت الباغودة على قاعدة مربعة الشكل أو دائرية واستفادوا في بناء القاعدة من الأشكال والطرق الهندية القديمة في التصميم.
و لكن لاحقاُ وتحديداً في فترة حكم سلالة سوتغ 960-1279 بنيت الباغودة على قاعدة ذات شكل ثمان، ولكن عمومًا كان الشكل المربع للقاعدة أكثر ثباتاً وأمانا من الشكل الدائري كمان نلحظ استعمال الأساسات ذات الشكل المربع ونادراً ما استعملت الأساسات ذات الشكل الدائري لسبب إنشائي ولسبب آخر روحي وهو أنهم كانو يرمزون في عقديتهم بالمريع عن الأرض وهذا ما دفعهم أكثر لبناء القواعد أو المساطب المربعة.

### الطبقات أو الطوابق
كانت الطبقات والطوابق في الباغودة طوابق ذات بلاطات فعلية وليس كالطوابق والطبقات الموجودة في الـ (Stupa) وفي وقت لاحق أصدر الأمبراطور أوامر ببناء هذه الطبقات منتظمة ذو أسس وأبعاد واعتبارات مسبقة، وعمومًا كانت الباغودة بتنى على أقل احتمال من ثلاث طبقات ووصلت هذه الطبقات إلى عشرين طبقة وسجل أيضاً عدد من مباني الباغودة تجاوزت طبقاتها العشرين طبقة.

## الشكل المخروطي للباغودة ومحتوياته
- وعاء التماثيل المقدسة :

في جميع المعابد البوذية وخاصت الباغودة حصلت تماثيل بوذا على اهتمام وتقديس مطلق لدى أتباع الديانة البوذية كما عين مشرف خاص عليها ووضعت هذه التماثيل في وعاء التماثيل المقدسة في مكان واضح ممكن الرؤية لجميع زوار الباغودة.
كما اعتبر في الماضي وعاء التماثيل المقدسة كضريح لبوذا وكان الوعاء هو من أكثر الأماكن قدسية داخل المعبد فقد كان تمارس امامه الطقوس وتقدم أمامه الأضاحي والقرابين والهدايا الثمينة.
- البرج :

يعبر البرج عن حالة السمو الروحي لدى البوذيين وقد وجدت رسوم على أحد الباغودة المبنية قديماً تصور البرج وكأنه الشجرة المقدسة في التعاليم البوذية، كما وصفو البرج بأنه نقطة التحول النهائية والتواصل الأبدي كما وجدت بعض الرسوم التي تعبر عنه بأنه قمة وذروة الرحلة الروحية إلى الحرية.
- التاج :

وضع التاج في أعلى نقطة في الباغودة على رأس البرج المخروطي الشكل والغرض منه هو حماية وعاء التماثيل المقدسة كما يكون رمزاً للقداسة لمن يراه من بعيد.
و أيضاً وجدت على جدران الباغودة بعض الرسومات والكتابات القديمة التي تصف التاج بأنه فمة القداسة فهو الغرض والهدف النهائي، ويحوي التاج على عدة طبقات ربطت بعضا بحلقات مزدوجة، وفي مبان الباغودة الموجودة في شرقي الصين في مناطق التيبت بني التاج بأبعاد أكبر وبنسب أكبر من النسب التي بنيت بها في بقية المناطق الصينية وذلك لقرب منطقة التيبيت من الهند ولتأثر سكان هذه المناطق بالطقوس البوذية الهندية.
- الجوهرة

تتوضع الجوهرة في قمة المخروط من الداخل وهي الغاية والعنصر الأسمى والأقدس في الباغودة وهي الرمز للنقاء والصفاء وتعبر عن الأداراك الامتناهي لكل البوذيين وهي التي تشع بمدأ الإنارة الروحية في العقيدة البوذية وتركب هذه الجوهرة في مكانها بعد اكتمال بناء المعبد وتركب مصحوبة باحتفالات وأناشيد روحية.
بنيت الباغودة من الخشب وبنيت أيضا من القرميد ولكن الباغودة الخشبية لم تدم طويلاً.

## أمثلة على الباغودة
- قاعة الصلوات في معبد السماء.
- وونغدان في كوريا.